# Thorstein Diesen

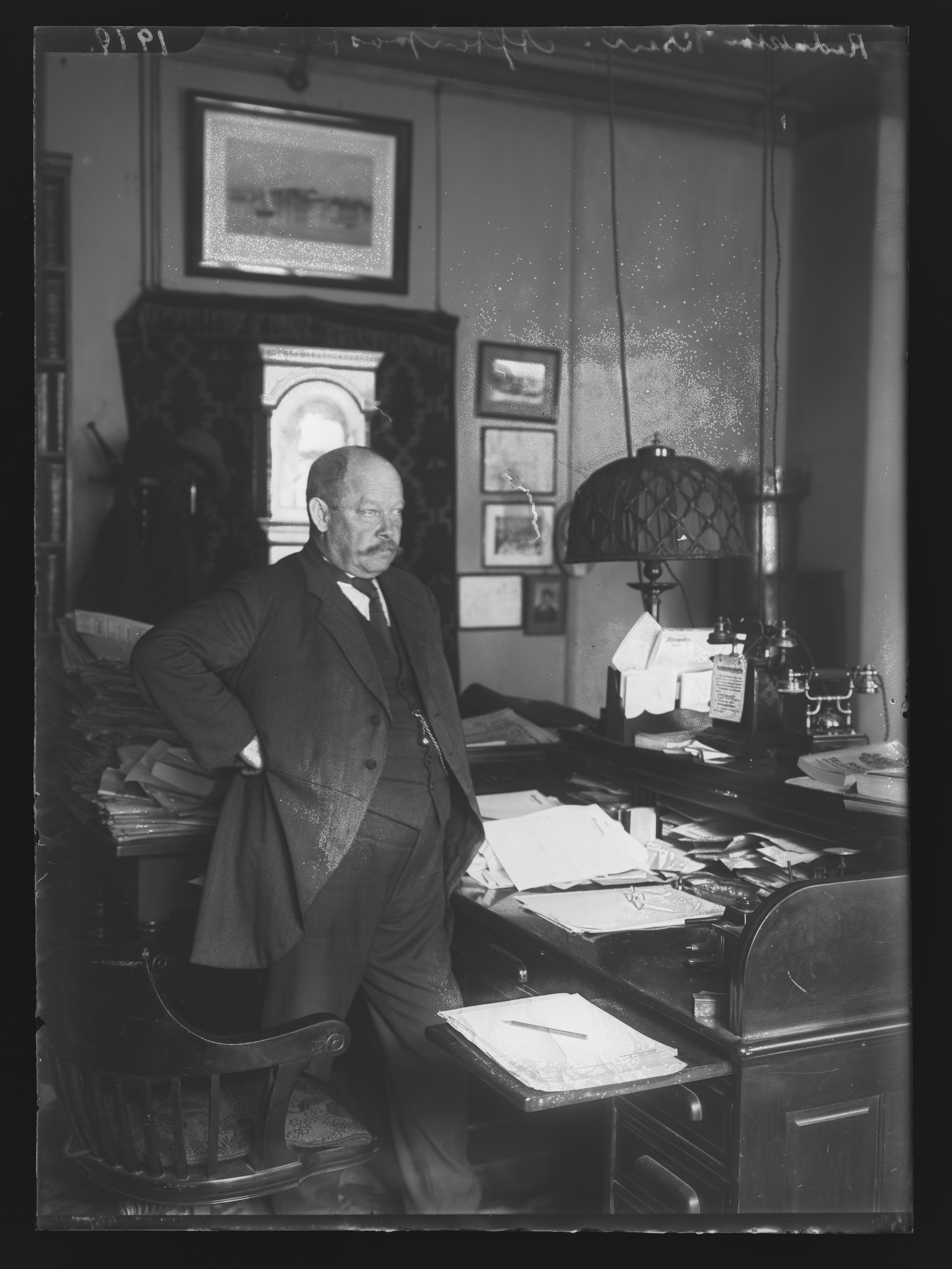
Thorstein Diesen (zwischen 1899 und 1925)

Halvor Thorstein Romdal Diesen (* 7. Dezember 1862 in Kristiania; † 4. September 1925 in Larkollen) war ein norwegischer Rechtsanwalt, Zeitungsredakteur und Politiker für die konservative Partei Høyre.

## Leben
Diesen wurde im Dezember 1862 als Sohn von Søren Diesen (1816–1897) und Maren S. Hellerud (1822–1903) im heutigen Oslo geboren. Seine Kindheit verbrachte er in Enerhaugen. Dort beendete er 1881 auch seine Sekundarbildung. An der Universität Oslo beendete er sein Studium mit Studiosus. Von 1888 bis 1890 arbeitete er als Chefredakteur bei Bergens Aftenblad. Während des Semesters arbeitete er ebenfalls als Journalist für die Fædrelandet, einer dänischen liberalen Zeitung. Im März 1896 heiratete er in Bergen Barbara Matzau Gjerding (1874–1933). Gemeinsam hatten sie sechs Kinder, darunter die beiden Söhne Halvor Diesen und Einar Diesen (1897–1994), die beide später Journalisten wurden. Thorstein Diesen hatte einen Zwillingsbruder, Søren Einar Munch Diesen, der Pfarrer war. Durch ihn war er der Onkel des Fernsehmoderators Thorstein Diesen Jr.
Im Jahre 1898 wurde er als Generalsekretär für die konservative Partei Høyre angeheuert. Als sich Emil Stang von der Parteiführung zurückzog, wurde er neben Yngvar Nielsen und Frederik Bætzmann als politischer Redakteur von Bergens Aftenblad gewählt. Ab 1900 wurde er Rechtsanwalt und kehrte in seine Anwaltskanzlei zurück. Ab dem Jahre 1904 hatte er Zugang zur Rechtsprechung im Obersten Gerichtshof von Norwegen. Er ließ sich in Aker nieder, wo er zum Gemeinderat gewählt wurde. Er gründete die lokale Zeitung Akersposten, die er bis 1908 führte. Dieser kehrte Aker den Rücken zu und wurde wieder Redakteur in Aftenposten. Als der damalige Chefredakteur Amandus Schibsted im Jahr 1913 starb, wurde er stellvertretender Chefredakteur und kurz darauf auch Chefredakteur. Thorstein Diesen war Chefredakteur bis zu seinem Tod 1925 im Urlaub in Larkollen.